# RFK Racing
Roush Fenway Keselowski Racing är ett amerikanska professionellt stockcarteam som tävlar i Nascar Cup Series under namnet RFK Racing. Stallet har tidigare tävlat i Nascar Xfinity Series, Nascar Camping World Truck Series, Arca Menards Series, Trans-Am Series och Imsa Camel GT. RKF Racing tävlar med Ford-bilar och förser även andra stall med Ford-motorer.
Stallet bildades  av Jack Roush som Roush Racing och bytte 2006 namn till Roush Fenway Racing när John W. Henry och  Fenway Sports Group köpte in sig. År 2022 köpte Brad Keselowski in sig i stallet som då bytte namn till Roush Fenway Keselowski Racing.

## Historia
Teamet grundades 1988 med ett fembilsprogram. Mark Martin blev dess förste storstjärna, även om han inte vann några titlar med Roush. Martin vann bland annat fyra race i rad under säsongen 1994. Roush första titel kom igenom Matt Kenseth 2003, vilket Kurt Busch upperpade 2004. Det är teamets två enda titlar hittills, men det har etablerat sig som överlägset bland teamen som kör Ford i serien. Säsongen 2008 vann Carl Edwards ett flertal segrar i serien, men klarade inte att vinna totalt.

## Förare
- 6. Brad Keselowski
- 17. Chris Buescher